# VC Averbode
VC Handelsgids Averbode – belgijski, męski klub siatkarski z siedzibą w Averbode. Wszystkie mecze rozgrywa w hali Sportcentrum Everbeur w Averbode. Klub występuje w rozgrywkach Volleyliga.

## Nazwy klubów
- 1969-1999 – Everbeur Volley
- 1999-? – De Belleman Nissan Averbode
- ?-2004 – Pecotex De Belleman Averbode
- 2004-2005 – VC Averbode
- 2005-2006 – Axion Ski Team Averbode
- 2006-2007 – Slaapcomfort Beets-Patteet Averbode
- 2007-2009 – VC Handelsgids Averbode
- 2009-2010 – Group D'Arté Averbode
- 2010-2011 – Toyota Wouters Averbode

## Bilans sezonów
| Sezon     | Rozgrywki ligowe  | Rozgrywki ligowe | Puchar Belgii | Puchary europejskie                             |
| Sezon     | Poziom            | Miejsce          | Puchar Belgii | Puchary europejskie                             |
| --------- | ----------------- | ---------------- | ------------- | ----------------------------------------------- |
| 1978/1979 | 3de nationale     |                  |               |                                                 |
| 1979/1980 | 4de nationale     |                  |               |                                                 |
| 1980/1981 | 4de nationale C   | 2. miejsce       |               |                                                 |
| 1981/1982 | 4de nationale A   | 1. miejsce       |               |                                                 |
| 1982/1983 | 3de nationale     |                  | ćwierćfinał   |                                                 |
| 1983/1984 | 2de nationale     |                  | ?             |                                                 |
| 1984/1985 | 1ste landelijke A | 1. miejsce       | ?             |                                                 |
| 1985/1986 | 1ste nationale    |                  | ?             |                                                 |
| 1986/1987 | 1ste landelijke A | 5. miejsce       | ?             |                                                 |
| 1987/1988 | 1ste landelijke A | 5. miejsce       | ?             |                                                 |
| 1988/1989 | 1ste landelijke A | 5. miejsce       | ?             |                                                 |
| 1989/1990 | 1ste landelijke A |                  | ?             |                                                 |
| 1990/1991 | 1ste nationale    |                  | ?             |                                                 |
| 1991/1992 | 1ste nationale    | 5. miejsce       | ćwierćfinał   |                                                 |
| 1992/1993 | 1ste nationale    | 1. miejsce       | 1/8 finału    |                                                 |
| 1993/1994 | Ereklasse         |                  | 1/16 finału   |                                                 |
| 1994/1995 | Ereklasse         | 10. miejsce      | 1/16 finału   |                                                 |
| 1995/1996 | Ereklasse         |                  | 1/8 finału    |                                                 |
| 1996/1997 | Ereklasse         | 6. miejsce       | półfinał      |                                                 |
| 1997/1998 | Ereklasse         | 3. miejsce       | ćwierćfinał   |                                                 |
| 1998/1999 | Ereklasse         | 6. miejsce       | finał         | Puchar CEV – II runda kwalifikacyjna            |
| 1999/2000 | Ereklasse         | 6. miejsce       | ćwierćfinał   | Puchar Europy Zdobywców Pucharów – faza grupowa |
| 2000/2001 | Ereklasse         |                  |               |                                                 |
| 2001/2002 | Ereklasse         |                  |               |                                                 |
| 2002/2003 | Ereklasse         |                  | finał         | Puchar CEV – 1/8 finału                         |
| 2003/2004 | Ereklasse         |                  |               | Puchar CEV – II runda kwalifikacyjna            |
| 2004/2005 | Liga A            |                  |               |                                                 |
| 2005/2006 | Liga A            | 5. miejsce       | ćwierćfinał   |                                                 |
| 2006/2007 | Liga A            | 7. miejsce       | ćwierćfinał   | Puchar CEV – II runda kwalifikacyjna            |
| 2007/2008 | Liga A            |                  | 1/8 finału    |                                                 |
| 2008/2009 | Liga A            | 4. miejsce       | finał         | Puchar CEV – wycofanie się                      |
| 2009/2010 | Liga A            | 4. miejsce       | półfinał      |                                                 |
| 2010/2011 | Liga A            | 4. miejsce       | ćwierćfinał   |                                                 |

Poziom rozgrywek:
     pierwszy poziom
     drugi poziom
     trzeci poziom
     czwarty poziom
     piąty poziom